# Joseph L. Roberts Jr.
Joseph L. Roberts Jr. (Chicago, 17 de fevereiro de 1935 - 15 de fevereiro de 2015 (Atlanta)) é um pastor batista estadunidense. Ele foi o pastor sênior da Igreja Batista Ebenézer de Atlanta de 1975 a 2005.

## Biografia
Ele nasceu em Chicago (Illinois) em 17 de fevereiro de 1935.  Ele estudou no Knoxville College e obteve um Bachelor of Arts em 1956, depois estudou teologia no Seminário Teológico da União (Nova York) e obteve um mestrado (Mestre da Divindade).  Ele também estudou teologia no Seminário Teológico de Princeton e obteve um segundo mestrado.

### Ministério
Ele serviu na administração da Igreja Presbiteriana nos Estados Unidos da América e também serviu como pastor da Igreja Presbiteriana Weequahic em Newark (Nova Jérsia).  Posteriormente, ele se tornou pastor na Igreja Presbiteriana Unida de Elmwood Park (Nova Jérsei).
Em 1975, ele se tornou pastor sênior da Igreja Batista Ebenézer em Atlanta.  Ele fundou um ministério para mães adolescentes, programas de tutoria e uma cooperativa de alimentos.  Durante seu ministério, a igreja recebeu mais de 2.000 novos membros, o que o levou a planejar a construção de um novo prédio incluindo um auditório para 1700 lugares, em frente ao antigo, cuja dedicação ocorreu em 1999. 
Ele deixou seu cargo de pastor sênior em 2005.

## Vida pessoal
Ele se casou com Esther Wortham e teve três filhos.  Faleceu em 15 de fevereiro de 2015. 

## Distinções
Recebeu 5 Doctorates of Divinity (Doutorados honoris causa) das seguintes universidades: Johnson C. Smith University, Interdenominational Theological Center, Morehouse College, Franklin College (Indiana) e Kalamazoo College. 